# Оброчна плочка
Оброчна плочка е предмет, който се обрича на бог, като се поставя в неговото свято място – светилище, храм, църква или домашен олтар. Оброкът се поставя с цел да се измоли божието благоволение и божията помощ за постигане на целите на молителя или в знак на благодарност за изпълнена молба. В периода на римската власт в Тракия, голямо разпространение придобиват т.нар. оброчни плочки с релефни изображения на богове и богини, понякога придружени с надписи, в които се отбелязват тракийските богове с имена заместители, съответстващи на божества от римския и гръцкия пантеон, с които почитаната хипостаза на тракийския бог е в хармонична връзка. Понякога богът е обозначен с неговата функция, чрез съответния гръцки, римски или тракийски термин. Понякога към името на бога стои обозначение, съответстващо на мястото в което се намира светилището му. В надписите може да видим и имената на посветителите. Най-често срещаният образ е на конник – ловуващ, връщащ се от лов или благославящ света и своите поклонници. Този безименен персонаж е наречен в науката Тракийски конник или Тракийски Херос. Той въплъщава всички други изобразени на оброчните плочки мъжки божества, които са негови хипостази в тракийската интерпретация на култа. Върховното тракийско мъжко божество преодолява редица препятствия, победите при което му осигуряват прехода от Херос към Бог. Това е именно пътят на тракийския цар, който безсмъртства, по думите на Херодот, бидейки Херой, Бог и жрец на своя култ.
- Оброчни плочки в Археологически музей – Бургас
- Оброчна плочка с релеф на Тракийския конник, с.Горица, Бургаска област
- Оброчни плочки на Херакъл на Тракийския конник
- Оброчна плочка с релеф на Тракийския конник, Деултум